# Mariana Becker
Mariana Gertum Becker (Porto Alegre, 1971) es una periodista deportiva y reportera de televisión brasileña de Rede Bandeirantes. Desde que empezó a trabajar en la Rede Globo en 1995, a lo largo de su carrera ha cubierto asociaciones de fútbol, deportes extremos, deportes acuáticos, la Liga Mundial de Surf, carreras de Fórmula 1, el Rally Internacional Sertões y los Juegos Olímpicos de Verano de 2016 en Río de Janeiro. En 2021, dejó de trabajar en la Rede Globo y pasó a trabajar en la Rede Bandeirantes .

## Trayectoria
Becker nació en 1971 en Porto Alegre.  Es hija de un ginecólogo y de una licenciada en literatura inglesa, Es una de cinco hermanos. Los cinco hijos recibieron el mismo trato por parte de su padre.Becker comenzó a cubrir campeonatos de surf desde los 15 años, haciendo boletines de radio sobre este deporte, y  hacia los 17 comenzó a escribir artículos sobre mujeres que le parecían interesantes. En 1989 ingresó a la Facultad de Comunicaciones Sociales de la Pontificia Universidad Católica de Río Grande do Sul. Becker estudió Sociología durante medio año y asistió a clases de periodismo radiofónico y de semiótica. Escribió un artículo sobre la campeona de surf Andrea Lopes, que fue publicado en el periódico Folha de S.Paulo.En 1994, Becker se graduó de la universidad por permanecer tras permanecer un semestre más para  acabar su Fin de Grado  sobre la invasión de la privacidad y las barreras rompibles e irrompibles para los periodistas. Durante el curso trabajó en el Jornal Vertical, Ipanema FM y Hora Cero.
Mariana vive en Monaco.Becker habla cuatro idiomas con fluidez, algo que demostró durante la transmisión del Gran Premio de Toscana de 2020 en la Rede Globo.
En 1995, Becker viajó a Río de Janeiro para trabajar como reportera en la cadena de televisión Rede Globo en una época en la que las mujeres eran escasas en los departamentos de redacción de deportes de Brasil ya que era un ambiente poblado de un 95 por ciento del tiempo por hombres. El ambiente le resultaba poco acogedor, pero en 2003 y 2004 cubrió asociaciones de fútbol, deportes extremos y acuáticos para la Rede Globo, así como la Liga Mundial de Surf en las islas de Hawái y Tahití. En 2007, Becker comenzó a cubrir carreras de Fórmula 1 para la Rede Globo como presentador. También participó en el Rally Internacional Sertões en 2009, lo que amplió sus conocimientos sobre el automovilismo. Becker fue reportera en los Juegos Olímpicos de Verano de 2016 en Río de Janeiro. La Rede Globo también la convoca para las últimas noticias cuando es necesario. Tras el aplazamiento del Campeonato Mundial de Fórmula 1 2020 por el organismo rector mundial del automovilismo, la Fédération Internationale de l'Automobile, durante tres meses debido a la pandemia de COVID-19, viajó a las cinco rondas de la temporada en coche para evitar pasar mucho tiempo en interiores.